# Sun Bear Concerts
Sun Bear Concerts è un album del pianista jazz Keith Jarrett pubblicato dall'etichetta ECM. È composto da 13 tracce di improvvisazione registrate in una serie di cinque concerti giapponesi avvenuti tra il 5 novembre 1976 e il 18 novembre 1976 a Kyoto (5 novembre), Osaka (8 novembre), Nagoya (12 novembre), Tokyo (14 novembre) e Sapporo (18 novembre).

## Tracce
1. Kyoto, November 5, 1976, Part 1 – 43:49
2. Kyoto, November 5, 1976, Part 2 – 34:03
3. Osaka, November 8, 1976, Part 1 – 38:53
4. Osaka, November 8, 1976, Part 2 – 31:09
5. Nagoya, November 12, 1976, Part 1 – 35:30
6. Nagoya, November 12, 1976, Part 2 – 39:55
7. Tokyo, November 14, 1976, Part 1 – 40:19
8. Tokyo, November 14, 1976, Part 2 – 35:21
9. Sapporo, November 18, 1976, Part 1 – 40:59
10. Sapporo, November 18, 1976, Part 2 – 33:55
11. Encores: Sapporo – 10:48
12. Encores: Tokyo – 8:16
13. Encores: Nagoya – 4:02